# Raspall adaptado
El raspall adaptado es una disciplina deportiva practicada por deportistas con discapacidad física. Esta disciplina se inscribe en los denominados juegos de pelota a mano: pelota vasca, pelota valenciana, etc. Se practica en la Comunidad Valenciana (España).
Sus reglas de juego son las mismas que las del juego de raspall por personas sin discapacidad, salvo alguna adaptación, y se lleva a cabo en silla de ruedas. Se practica, indistintamente, en trinquets y en la calle (al carrer). Se puede jugar individual o por parejas. Es una modalidad inclusiva de la pelota valenciana.
La Universidad Politécnica de Valencia formalizó el 23/2/2022 la creación de la Sección Deportiva UPV de Pilota Valenciana (federados) en silla de ruedas.
Sus organizadores llevan trabajando en la promoción y consolidación de este deporte desde 2007, integrados en la Federación de Deportes Adaptados de la Comunidad Valenciana (FESA). Su objetivo es lograr el reconocimiento del raspall adaptado como disciplina paralímpica.